# Shelbee Myne
Shelbee Myne, född Shellie Marie Casterline 6 januari 1974 i Los Angeles County, är en amerikansk före detta skådespelare inom pornografisk film. Under sin karriär inom branschen 1997–2006 medverkade hon i 499 (enligt listning i IAFd) filmproduktioner.

## Privatliv
Shelbee Mynes naturliga hårfärg är brun, men hon blonderar sig ofta i samband med filminspelningar. Hon var gift med Pat Myne åren 1997–2001. Sedan 2009 är hon gift med en Donald Gardner.